# Festival du film Nuits noires de Tallinn 2018
Le Festival du film Nuits noires de Tallinn 2018, 22e édition du festival, s'est déroulé du 16 novembre au 2 décembre 2018.

## Déroulement et faits marquants
Le film colombien Wandering Girl (Niña errante) de Rubén Mendoza remporte le grand prix,.

## Jury
- Andrea Pallaoro, réalisateur
- Martynas Bialobžeskis, compositeur
- Guðrún Ragnarsdóttir, réalisateur
- Timo Salminen, directeur de la photographie
- Gilles De Schrijver, acteur, producteur

## Sélection

### En compétition officielle
- Pour vivre ici de Bernard Émond  Canada
- A Shelter Among the Clouds de Robert Budina  Albanie  Roumanie
- Asandhimitta de Asoka Handagama  Sri Lanka
- Awaken de Tom Lowe  États-Unis
- Bad Poems (Rossz versek) de Gábor Reisz  Hongrie
- Kadakh de Rajat Kapoor  Inde
- Sheeple de Houman Seyedi  Iran
- Slam de Partho Sen-Gupta  Australie
- Still River de Angelos Frantzis  Grèce
- Sunburn (Un Golpe de Sol) de Vicente Alves do Ó  Portugal
- The Guest de Hadi El Bagoury  Égypte
- The Human Part (Ihmisen osa) de Juha Lehtola  Finlande
- The Story of a Summer Lover (Povestea unui pierde-vară) de Paul Negoescu  Roumanie
- Two Fridas (Dos Fridas) de Ishtar Yasin Gutierrez  Costa Rica  Mexique
- Two Men In Suits (Zwei Herren im Anzug) de Josef Bierbichler  Allemagne
- Until We Fall (Til vi falder) de Samanou Acheche Sahlstrøm  Danemark  Suède
- Wandering Girl (Niña errante) de Rubén Mendoza  Colombie
- Werewolf (Wilkołak) de Adrian Panek  Pologne
- Winter's Night (겨울밤에) de Jang Woo-jin  Corée du Sud

### En compétition premier film
- A March To Remember (Vitoria, 3 de Marzo) de Victor Cabaco  Espagne
- As I Fall (Når jeg faller) de Magnus Meyer Arnesen  Norvège
- Catharsys or The Afina Tales of The Lost World de Yassine Marco Marroccu  Maroc
- Cronofobia de Francesco Rizzi  Suisse
- Erased (Izbrisana) de Miha Mazzini et Dušan Joksimović  Slovénie  Croatie  Serbie
- Marche ou crève de Margaux Bonhomme  France
- Hello Arsi de Sambit Mohanti  Inde
- Kejal de Nima Salehyiar  Iran
- Lifeboat de Josefine Kirkeskov  Danemark  Suède  Croatie
- Lonesome Collectors (Noches de Julio) de Axel Muñoz  Mexique
- Lorik de Alexeï Zlobine  Arménie
- Roads in February de Katherine Jerkovic  Canada  Uruguay
- Sasha Was Here (Las Rutas en febrero) de Ernestas Jankauskas  Lituanie
- The Pact (El pacto) de David Victori  Espagne
- The Song of the Tree (Darak õrõ) de Aibek Daiõrbekov  Kirghizistan
- The Wild Fields de Yaroslav Lodyguine  Ukraine
- Wasted Eggs de Ryo Kawasaki  Japon
- Why Don't You Just Die! (Папа, сдохни) de Kirill Sokolov  Russie
- Yung de Henning Gronkowski  Allemagne

## Palmarès

### En compétition
- Grand Prix : Wandering Girl (Niña errante) de Rubén Mendoza.
- Meilleur réalisateur : Jang Woo-jin  pour Winter's Night.
- Meilleur acteur (ex æquo) : Navid Mohammadzadeh pour son rôle dans Sheeple, et Dar Salim pour son rôle dans Until We Fall.
- Meilleure actrice : Seo Young-hwa pour son rôle dans Winter's Night.
- Meilleure photographie : Jean-Pierre St-Louis pour Pour vivre ici.
- Meilleur scénario : Rajat Kapoor pour Kadakh.
- Meilleure musique : Wandering Girl.

### En compétition premier film
- Meilleur premier film : Marche ou crève de Margaux Bonhomme.
- Prix spécial du jury (ex-æquo) : As I Fall (Når jeg faller) de Magnus Meyer Arnesen, et Cronofobia de Francesco Rizzi.

### En compétition film estonien
- Meilleur film estonien : Ahto. Chasing a Dream de Jaanis Valk.

### En compétition film balte
- Meilleur film balte : Summer Survivors de Marija Kavtaradze.